# Олимов, Азалшо
Азалшо Олимов (15 января 1930 — 1998) — советский и таджикский спортсмен, самбист; мастер спорта СССР.

## Биография
Родился 15 января 1930 года - 1998 год, в селении Рошорв Рушанского района Горно-Бадахшанской автономной области Таджикской ССР. Чемпион СССР по самбо 1955 года, многократный победитель соревнований Таджикской ССР по самбо, национальной и вольной борьбе. Заслуженный тренер Таджикской ССР 1974.
Олимов был первым спортсменом из Средний Азии, ставшим чемпионом СССР и Европы (1955) и чемпионом Советских Вооруженных Сил (1954) по самбо.
Выступал за Спортивное общество «Динамо», где тренировался под руководством заслуженного тренера РСФСР по самбо Льва Борисовича Турина.
После окончания Душанбинского педагогического института (1966) он приступил к тренерской работе. На I, II и III Спартакиадах СССР был единственным вольным борцом из Таджикской ССР.
С 1966—1970 директор молодежной спортивного школы г. Душанбе. С 1970—1974 старший преподаватель и тренер Таджикского института сельского хозяйства. С 1974 года — тренер Детской школы № 6 в Душанбе. Многие борцы начали заниматься борьбой под руководством Олимова.